# Romeral (volcà)
El Romeral és un estratovolcà de Colòmbia que es troba al departament de Caldas. El seu cim s'eleva fins als 3.858 msnm. La darrera erupció coneguda se situa entre fa 8460 i fa 7340 anys.